# Torneo Apertura 2025 Liga Prom
El Torneo Apertura 2025, oficialmente llamado por motivo de patrocinio Liga Prom Tigo Apertura 2025, fue la novena edición de la  segunda división panameña y el inicio de la temporada 2025. 
Se coronó campeón la Sociedad Deportiva Atlético Nacional por primera vez, luego de vencer 1-0 al Plaza Amador II, en el COS Sports Plaza. 
El CD Plaza Amador II quien venía de disputar la final pasada contra el San Francisco FC II, venciendo con marcador de 2-1, en el Yappy Park. Consagrándose campeón por primera vez el Plaza Amador obtuvo el título en el Clausura 2024.

## Novedades
- El FC Chorrillo (Campeón 2024 de la Liga de Fútbol Nacional, obtuvo el cupo dejado por el Club Internacional de Fútbol Panamá (Participaba en calidad de invitado).

- La Familia FC (Subcampeón 2024 de la Liga de Fútbol Nacional) obtuvo el cupo dejado por Los Santos FC (Participaba en calidad de invitado).

- La Academia Costa del Este pasó de la Conferencia Oeste a la Conferencia Este.

- Panama City FC pasó de la Zona Sur, a la Zona Norte de la Conferencia Este.

- Las Águilas de la U pasaron de la Conferencia Este, nuevamente a la Conferencia Oeste.

- A partir de la presente temporada 2025 se consagrará un campeón por conferencia, es decir un campeón Este y un campeón Oeste.

- A partir de la temporada 2025 ascenderá a la LPF del siguiente año, un equipo de forma directa (Campeón de Conferencia, del último posicionado en la LPF 2025). Mientras el campeón de la Conferencia contraria disputará un partido de repechaje versus el último equipo de dicha conferencia.

## Sistema de competición
El torneo de la Liga Prom Tigo Apertura 2025 está conformado en dos partes:
- Fase de calificación: Se integra por dos conferencias, divididas en dos zonas (norte y sur) y desarrollada por 10 jornadas respectivamente dentro de su grupo y 6 jornadas entre zonas (norte vs sur).
- Fase final: Se integra por los partidos de cuartos de final, semifinales y la gran final.

### Fase de clasificación
En la fase de clasificación se observa el sistema de puntos. La ubicación en la tabla general está sujeta a lo siguiente:
- Por juego ganado se obtendrán tres puntos.
- Por juego empatado se obtendrá un punto.
- Por juego perdido no se otorgan puntos.

En esta fase participan los 24 clubes de la Liga Prom jugando en dos grupos llamados conferencias durante las 10 jornadas respectivas.

### Fase Final
En la fase final se observa el sistema de eliminación directa. Los ocho mejores clubes ubicados en la tabla de posiciones avanzan a esta ronda, disputada de la siguiente manera: 
Ronda Finales de Conferencias:
- Semifinales de Conferencia Este:

Llave I: 1° (Zona Norte - Este) vs. 2° (Zona Sur - Este)
Llave II: 1° (Zona Sur - Este) vs. 2° (Zona Norte - Este)
- Semifinales de Conferencia Oeste:

Llave I: 1° (Zona Norte - Oeste) vs. 2° (Zona Sur - Oeste)
Llave II: 1° (Zona Sur - Oeste) vs. 2° (Zona Norte - Oeste)
Finales de Conferencia:
- Conferencia Este:

Ganador Llave I vs. Ganador Llave II
- Conferencia Oeste:

Ganador Llave I vs. Ganador Llave II

## Equipos participantes

### Equipos por provincia
| N.° | Provincia      | Equipos |
| --- | -------------- | --- |
| 13  | Panamá         | Academia Costa del Este, Águilas de la U, Alianza F. C. II, Chorrillo F. C., C. D. del Este II, C. D. Plaza Amador II, Panamá City FC, San Martín F. C., S. D. Atlético Nacional, Sporting S. M. II, Tauro F. C. II, UDELAS F. C. y UMECIT F. C. II |
| 2   | Panamá Oeste   | C. A. Independiente II y San Francisco F. C. II |
| 2   | Colón          | Academy Champions FC y Deportivo Árabe Unido II |
| 2   | Coclé          | Unión Coclé F. C. y Universidad Latina |
| 2   | Veraguas       | La Familia F. C., Veraguas United F. C. II |
| 1   | Chiriquí       | Mario Méndez F. C. |
| 1   | Bocas del Toro | C. D. Bocas F. C. |
| 1   | Herrera        | Herrera F. C. "B" |

### Información de los equipos participantes
| Equipo                    | Entrenador       | Ciudad           | Estadio                      | Capacidad | Patrocinador                                                          | Kit          |
| ------------------------- | ---------------- | ---------------- | ---------------------------- | --------- | --------------------------------------------------------------------- | ------------ |
| Academia Costa del Este   | Jorge Torres     | Ciudad de Panamá | COS Sports Plaza             | 1 100     | 3 patrocinadores Global Bank Rodelag Empresas Bern                    | M            |
| Academy Champions FC      | Bandera de ?     | Colón            | Colegio Abel Bravo           | -         | SSA Marine MIT                                                        | Bandera de ? |
| Águilas de la U           | Ariel Bonilla    | Ciudad de Panamá | Javier Cruz García           | 700       |                                                                       | Runic        |
| Alianza F. C. II          | Dayron Montesino | Juan Díaz        | Luis 'Cascarita' Tapia       | 900       |                                                                       | Valor        |
| Chorrillo FC              | Julio Medina     | El Chorrillo     | Estadio Balboa               | 2 000     | McDonald's                                                            | Strik3r      |
| C. A. Independiente II    | Alberto Blanco   | La Chorrera      | Agustín 'Muquita' Sánchez    | 3 000     | 2 patrocinadores Altos De La Pradera Gulf                             | Everlast     |
| C. D. Bocas F. C.         | Jonathan Meza    | El Empalme       | Edson Arantes Do Nascimiento | 1 200     | 2 patrocinadores Colón 2000 Petrocar                                  | Adidas       |
| Potros del Este II        | Guido Goldstein  | Pacora           | COS Sports Plaza             | 1 100     | 2 patrocinadoresThomas Jefferson School Orgánica El Recreo            | FBSports     |
| C. D. Plaza Amador II     | Mike Stump       | El Chorrillo     | COS Sports Plaza             | 1 100     | Sportium                                                              | Valor        |
| Deportivo Árabe Unido II  | Gamal Torchia    | Colón            | Colegio Abel Bravo           | -         | 3 patrocinadores AguAseo Kendall Motor Oil Ticket More                | Kelme        |
| Herrera F. C. II          | Miguel Molina    | Chitré           | Gustavo Posam                | 350       | 2 patrocinadores Varela Hermanos S.A. Cubita Hotel                    | Puma         |
| La Familia FC             | José De Gracia   | Atalaya          | Rafael Rodríguez             | 700       | 3 patrocinadores FSA Agencia RCS Football Agency PETROCSA             | Bandera de ? |
| Mario Méndez F. C.        | Luis Miranda     | David            | San Cristóbal                | 2 890     | 2 patrocinadores Café Don Tino Sansón                                 | Valor        |
| Panama City F. C.         | Freddy Romero    | Ciudad de Panamá | Yappy Park                   | 1 000     | KFC                                                                   | Adidas       |
| San Francisco F. C. II    | Jorge Santos     | La Chorrera      | Agustín 'Muquita' Sánchez    | 3 000     | Provivienda                                                           | Runic        |
| San Martín F. C.          | Gregorio Lezama  | San Martín       | Luis 'Cascarita' Tapia       | 900       | DFT Foundation                                                        |              |
| S. D. Atlético Nacional   | Gustavo Ávila    | Ciudad de Panamá | Agustín 'Muquita' Sánchez    | 3 000     | 2 patrocinadores TERMOPANEL Zona Libre de Colón                       | Nitidosports |
| Sporting San Miguelito II | Rubén Chávez     | San Miguelito    | Los Andes                    | 1 145     | 2 patrocinadores Sol y Luna (Local) Agrícola Chispita (Visitante)     | Spirits      |
| Tauro F. C. II            | Fernando Baloy   | Pedregal         | Luis 'Cascarita' Tapia       | 900       | 3 patrocinadores Terpel Aceti-Oxígeno,S.A Pinky Aceite Vegetal        | Lotto        |
| UDELAS F. C.              | Jayro Benavides  | Ciudad de Panamá | Javier Cruz                  | 700       | 2 patrocinadores UDELAS PROMED                                        | Tilka        |
| UMECIT F. C. II           | José Baltazar    | San Miguelito    | Campo Futuras Promesas       | 300       | UMECIT                                                                | Bandera de ? |
| Unión Coclé F. C.         | Juan Ramírez     | Penonomé         | Virgilio Tejeira             | 900       | First Quantum Minerals                                                | Avalos       |
| Universidad Latina        | Bandera de ?     | Penonomé         | Virgilio Tejeira             | 900       | Universidad Latina                                                    | Sheffy       |
| Veraguas United F. C. II  | Eric Quiroz      | Santiago         | Arístocles 'Toco' Castillo   | 3 000     | 4 patrocinadores Super Carnes La Parmigiana Santa Librada Arroz Pelin | Strik3r      |

- Nota: (*) Estos estadios fueron utilizados temporalmente por estos equipos.

### Cambios de entrenadores
| Equipo                | Entrenador saliente | Fecha de salida         | Reemplazado por | Fecha de llegada        |
| --------------------- | ------------------- | ----------------------- | --------------- | ----------------------- |
| CD Árabe Unido II     | Alfonso de Moya     | 9 de noviembre de 2024  | Gamal Torchia   | 10 de diciembre de 2024 |
| Herrera FC II         | Julio Moreno        | 13 de noviembre de 2024 | Miguel Molina   | 4 de diciembre de 2024  |
| Umecit FC II          | Javier Torres       | 13 de noviembre de 2024 | José Baltazar   | 10 de enero de 2025     |
| Veraguas United FC II | Marcos Pimentel     | 29 de diciembre de 2024 | Eric Quiroz     | 30 de diciembre de 2024 |
| Sporting SM II        | César Aguilar       | 6 de diciembre de 2024  | Rubén Chávez    | 16 de enero de 2025     |

## Conferencia Este
Jugarán equipos del sector de Panamá Este, las provincias de Panamá, Colón y el distrito de San Miguelito. 

### Equipos por provincias
| Provincia | N.º | Equipos |
| --------- | --- | --- |
| Panamá    | 10  | Academia Costa del Este, Alianza FC II, CD Plaza Amador II, Potros del Este II, FC Chorrillo, Panama City FC, San Martín FC, Sporting SM II, Tauro FC II, Umecit FC Promesas |
| Colón     | 2   | Academy Champions FC, Deportivo Árabe Unido II |
| Total     | 12  | |

### Clasificación

#### Zona Norte
| Pos. | Equipo                    | Pts. | PJ | G  | E | P | GF | GC | Dif. | Notas                                    |
| ---- | ------------------------- | ---- | -- | -- | - | - | -- | -- | ---- | ---------------------------------------- |
| 1    | Academia Costa del Este   | 34   | 16 | 10 | 4 | 2 | 39 | 18 | +21  | Acceso a las semifinales de conferencia. |
| 2    | Sporting San Miguelito II | 26   | 16 | 7  | 5 | 4 | 24 | 17 | +7   | Acceso a las semifinales de conferencia. |
| 3    | Panama City F. C.         | 25   | 16 | 7  | 4 | 5 | 22 | 19 | +3   |                                          |
| 4    | Deportivo Árabe Unido II  | 24   | 16 | 6  | 6 | 4 | 31 | 21 | +10  |                                          |
| 5    | Academy Champions F. C.   | 19   | 16 | 5  | 4 | 7 | 17 | 30 | −13  |                                          |
| 6    | UMECIT F. C. Promesas     | 15   | 16 | 4  | 3 | 9 | 14 | 25 | −11  | Último lugar y posible descenso a LFN .  |

 Fuente: Liga Prom, Soccerway.

#### Zona Sur
| Pos. | Equipo                | Pts. | PJ | G | E | P | GF | GC | Dif. | Notas                                    |
| ---- | --------------------- | ---- | -- | - | - | - | -- | -- | ---- | ---------------------------------------- |
| 1    | C. D. Plaza Amador II | 31   | 16 | 9 | 4 | 3 | 47 | 24 | +23  | Acceso a las semifinales de conferencia. |
| 2    | Tauro F. C. II        | 19   | 16 | 5 | 4 | 7 | 36 | 33 | +3   | Acceso a las semifinales de conferencia. |
| 3    | Potros del Este II    | 19   | 16 | 5 | 4 | 7 | 20 | 33 | −13  |                                          |
| 4    | San Martín F. C.      | 17   | 16 | 3 | 8 | 5 | 24 | 31 | −7   |                                          |
| 5    | Alianza F. C. II      | 17   | 16 | 4 | 5 | 7 | 19 | 28 | −9   |                                          |
| 6    | Chorrillo F. C.       | 13   | 16 | 2 | 7 | 7 | 23 | 38 | −15  | Último lugar y posible descenso a LFN.   |

 Fuente: Liga Prom, Soccerway.

### Resultados
- Los horarios son correspondientes al tiempo de Ciudad de Panamá (UTC-5).
- Puedes mirar el calendario completo aquí.

| Jornada 1               | Jornada 1 | Jornada 1          | Jornada 1            | Jornada 1   | Jornada 1 | Jornada 1 | Jornada 1 | Jornada 1 | Jornada 1 |
| ----------------------- | --------- | ------------------ | -------------------- | ----------- | --------- | --------- | --------- | --------- | --------- |
| Zona Norte              |           |                    |                      |             |           |           |           |           |           |
| Local                   | Resultado | Visitante          | Estadio              | Fecha       | Hora      | TV        |           |           |           |
| Champions Academy FC    | 0 - 0     | CD Árabe Unido II  | Colegio Abel Bravo   | 18 de enero | 09:00     |           |           |           |           |
| Academia Costa del Este | 0 - 0     | Sporting SM II     | Javier Cruz          | 18 de enero | 16:00     |           |           |           |           |
| Umecit FC II            | 1 - 2     | Panamá City FC     | Luis Cascarita Tapia | 19 de enero | 19:00     |           |           |           |           |
| Zona Sur                |           |                    |                      |             |           |           |           |           |           |
| Local                   | Resultado | Visitante          | Estadio              | Fecha       | Hora      | TV        |           |           |           |
| Alianza FC II           | 2 - 5     | Tauro FC II        | Luis Cascarita Tapia | 17 de enero | 17:00     |           |           |           |           |
| CD Plaza Amador II      | 3 - 3     | Chorrillo FC       | Los Andes II         | 18 de enero | 09:00     |           |           |           |           |
| San Martín FC           | 0 - 1     | Potros del Este II | Luis Cascarita Tapia | 18 de enero | 18:00     |           |           |           |           |
| Total de goles: 17      |           |                    |                      |             |           |           |           |           |           |

| Jornada 2            | Jornada 2 | Jornada 2               | Jornada 2            | Jornada 2   | Jornada 2 | Jornada 2 | Jornada 2 | Jornada 2 | Jornada 2 |
| -------------------- | --------- | ----------------------- | -------------------- | ----------- | --------- | --------- | --------- | --------- | --------- |
| Zona Norte           |           |                         |                      |             |           |           |           |           |           |
| Local                | Resultado | Visitante               | Estadio              | Fecha       | Hora      | TV        |           |           |           |
| Umecit FC II         | 0 - 2     | CD Árabe Unido II       | Luis Cascarita Tapia | 24 de enero | 20:00     |           |           |           |           |
| Panama City FC       | 2 - 1     | Sporting SM II          | Yappy Park           | 25 de enero | 18:00     |           |           |           |           |
| Champions Academy FC | 2 - 1     | Academia Costa del Este | Colegio Abel Bravo   | 26 de enero | 09:00     |           |           |           |           |
| Zona Sur             |           |                         |                      |             |           |           |           |           |           |
| Local                | Resultado | Visitante               | Estadio              | Fecha       | Hora      | TV        |           |           |           |
| CD Plaza Amador II   | 5 - 1     | Tauro FC II             | COS Sports Plaza     | 25 de enero | 09:00     |           |           |           |           |
| Potros del Este II   | 1 - 2     | Alianza FC II           | Luis Cascarita Tapia | 25 de enero | 09:00     |           |           |           |           |
| Chorrillo FC         | 0 - 3     | San Martin FC           | Los Andes            | 25 de enero | 18:00     |           |           |           |           |
| Total de goles: 20   |           |                         |                      |             |           |           |           |           |           |

| Jornada 3               | Jornada 3 | Jornada 3            | Jornada 3            | Jornada 3    | Jornada 3 | Jornada 3 | Jornada 3 | Jornada 3 | Jornada 3 |
| ----------------------- | --------- | -------------------- | -------------------- | ------------ | --------- | --------- | --------- | --------- | --------- |
| Zona Norte              |           |                      |                      |              |           |           |           |           |           |
| Local                   | Resultado | Visitante            | Estadio              | Fecha        | Hora      | TV        |           |           |           |
| Sporting SM II          | 2 - 0     | Champions Academy FC | Los Andes            | 31 de enero  | 16:00     |           |           |           |           |
| CD Árabe Unido II       | 0 - 0     | Panamá City FC       | Colegio Abel Bravo   | 1 de febrero | 08:00     |           |           |           |           |
| Academia Costa del Este | 2 - 1     | Umecit FC II         | Javier Cruz          | 1 de febrero | 15:00     |           |           |           |           |
| Zona Sur                |           |                      |                      |              |           |           |           |           |           |
| Local                   | Resultado | Visitante            | Estadio              | Fecha        | Hora      | TV        |           |           |           |
| San Martin FC           | 2 - 2     | CD Plaza Amador II   | Luis Cascarita Tapia | 29 de enero  | 15:00     |           |           |           |           |
| Tauro FC II             | 3 - 1     | Potros del Este II   | Luis Cascarita Tapia | 30 de enero  | 15:00     |           |           |           |           |
| Chorrillo FC            | 1 - 1     | Alianza FC II        | Los Andes            | 1 de febrero | 15:00     |           |           |           |           |
| Total de goles: 15      |           |                      |                      |              |           |           |           |           |           |

## Conferencia Oeste
Jugarán equipos de la Ciudad de Panamá, las provincias de Bocas del Toro, Coclé, Chiriquí, Herrera, Veraguas y Panamá Oeste. 

### Equipos por provincias
| Provincia      | N.º | Equipos                                        |
| -------------- | --- | ---------------------------------------------- |
| Panamá         | 3   | Águilas de la U, Atlético Nacional, Udelas FC. |
| Coclé          | 2   | Unión Coclé FC, Universidad Latina             |
| Veraguas       | 2   | La Familia FC, Veraguas United FC II           |
| Panamá Oeste   | 2   | CA Independiente II, San Francisco FC II       |
| Bocas del Toro | 1   | CD Bocas FC                                    |
| Chiriquí       | 1   | Mario Méndez FC                                |
| Herrera        | 1   | Herrera FC "B"                                 |
| Total          | 12  |                                                |

### Clasificación

#### Zona Norte
| Pos. | Equipo                   | Pts. | PJ | G | E | P  | GF | GC | Dif. | Notas                                    |
| ---- | ------------------------ | ---- | -- | - | - | -- | -- | -- | ---- | ---------------------------------------- |
| 1    | C. D. Bocas F. C.        | 32   | 16 | 9 | 5 | 2  | 27 | 16 | +11  | Acceso a las semifinales de conferencia. |
| 2    | Universidad Latina       | 28   | 16 | 9 | 1 | 6  | 36 | 27 | +9   | Acceso a las semifinales de conferencia. |
| 3    | Mario Méndez F. C.       | 21   | 16 | 6 | 3 | 7  | 38 | 29 | +9   |                                          |
| 4    | La Familia F. C.         | 17   | 16 | 5 | 2 | 9  | 17 | 23 | −6   |                                          |
| 5    | Herrera F. C. "B"        | 11   | 16 | 3 | 2 | 11 | 17 | 37 | −20  |                                          |
| 6    | Veraguas United F. C. II | 3    | 16 | 1 | 0 | 15 | 9  | 59 | −50  | Último lugar y posible descenso a LFN.   |

 Fuente: Liga Prom, Soccerway.

#### Zona Sur
| Pos. | Equipo                  | Pts. | PJ | G  | E | P  | GF | GC | Dif. | Notas                                    |
| ---- | ----------------------- | ---- | -- | -- | - | -- | -- | -- | ---- | ---------------------------------------- |
| 1    | C. A. Independiente II  | 41   | 16 | 13 | 2 | 1  | 39 | 12 | +27  | Acceso a las semifinales de conferencia. |
| 2    | S. D. Atlético Nacional | 34   | 16 | 11 | 1 | 4  | 42 | 16 | +26  | Acceso a las semifinales de conferencia. |
| 3    | Águilas de la U         | 29   | 16 | 8  | 5 | 3  | 27 | 16 | +11  |                                          |
| 4    | San Francisco F. C. II  | 26   | 16 | 8  | 2 | 6  | 25 | 21 | +4   |                                          |
| 5    | Unión Coclé F. C.       | 24   | 16 | 7  | 3 | 6  | 26 | 22 | +4   |                                          |
| 6    | UDELAS F. C.            | 8    | 16 | 2  | 2 | 12 | 19 | 44 | −25  | Último lugar y posible descenso a LFN.   |

 Fuente: Liga Prom, Soccerway.

### Resultados
- Los horarios son correspondientes al tiempo de Ciudad de Panamá (UTC-5).
- Puedes mirar el calendario completo aquí.

| Jornada 1             | Jornada 1 | Jornada 1            | Jornada 1               | Jornada 1   | Jornada 1 | Jornada 1 | Jornada 1 | Jornada 1 | Jornada 1 |
| --------------------- | --------- | -------------------- | ----------------------- | ----------- | --------- | --------- | --------- | --------- | --------- |
| Zona Norte            |           |                      |                         |             |           |           |           |           |           |
| Local                 | Resultado | Visitante            | Estadio                 | Fecha       | Hora      | TV        |           |           |           |
| La Familia FC         | 3 - 0     | Mario Méndez FC      | Rafael Rodríguez        | 16 de enero | 16:00     |           |           |           |           |
| Veraguas United FC II | 1 - 4     | Universidad Latina   | Rafael Rodríguez        | 17 de enero | 17:00     |           |           |           |           |
| Herrera FC II         | 0 - 1     | CD Bocas FC          | Gustavo Posam           | 18 de enero | 09:00     |           |           |           |           |
| Zona Sur              |           |                      |                         |             |           |           |           |           |           |
| Local                 | Resultado | Visitante            | Estadio                 | Fecha       | Hora      | TV        |           |           |           |
| CA Independiente II   | 2 - 1     | UDELAS FC            | Agustín Muquita Sánchez | 16 de enero | 20:00     |           |           |           |           |
| San Francisco FC II   | 1 - 2     | Unión Coclé FC       | Agustín Muquita Sánchez | 17 de enero | 17:00     |           |           |           |           |
| Águilas de la U       | 1 - 1     | SD Atlético Nacional | Javier Cruz             | 19 de enero | 09:00     |           |           |           |           |
| Total de goles: 17    |           |                      |                         |             |           |           |           |           |           |

| Jornada 2            | Jornada 2 | Jornada 2             | Jornada 2               | Jornada 2   | Jornada 2 | Jornada 2 | Jornada 2 | Jornada 2 | Jornada 2 |
| -------------------- | --------- | --------------------- | ----------------------- | ----------- | --------- | --------- | --------- | --------- | --------- |
| Zona Norte           |           |                       |                         |             |           |           |           |           |           |
| Local                | Resultado | Visitante             | Estadio                 | Fecha       | Hora      | TV        |           |           |           |
| Universidad Latina   | 1 - 0     | Mario Méndez FC       | Virgilio Tejeira        | 22 de enero | 16:00     |           |           |           |           |
| Herrera FC II        | 0 - 3     | La Familia FC         | Gustavo Posam           | 23 de enero | 16:00     |           |           |           |           |
| CD Bocas FC          | 3 - 1     | Veraguas United FC II | Pelé                    | 25 de enero | 18:00     |           |           |           |           |
| Zona Sur             |           |                       |                         |             |           |           |           |           |           |
| Local                | Resultado | Visitante             | Estadio                 | Fecha       | Hora      | TV        |           |           |           |
| SD Atlético Nacional | 1 - 3     | San Francisco FC II   | Agustín Muquita Sánchez | 22 de enero | 20:00     |           |           |           |           |
| UDELAS FC            | 2 - 3     | Águilas de la U       | Javier Cruz             | 25 de enero | 16:00     |           |           |           |           |
| Unión Coclé FC       | 0 - 1     | CA Independiente II   | Virgilio Tejeira        | 26 de enero | 16:00     |           |           |           |           |
| Total de goles: 18   |           |                       |                         |             |           |           |           |           |           |

## Fase Final
|  | Semifinales de Conferencia                      | Semifinales de Conferencia                      | Semifinales de Conferencia                      | Semifinales de Conferencia                      | Semifinales de Conferencia                      |   |        | Finales de Conferencia  | Finales de Conferencia  | Finales de Conferencia  |  |      | Final Apertura        | Final Apertura | Final Apertura |  |
|  | 14, 15 y 28 de mayo 18, 19 de mayo y 1 de junio | 14, 15 y 28 de mayo 18, 19 de mayo y 1 de junio | 14, 15 y 28 de mayo 18, 19 de mayo y 1 de junio | 14, 15 y 28 de mayo 18, 19 de mayo y 1 de junio | 14, 15 y 28 de mayo 18, 19 de mayo y 1 de junio |   |        | 22 de mayo y 4 de junio | 22 de mayo y 4 de junio | 22 de mayo y 4 de junio |  |      | 7 de junio            | 7 de junio     | 7 de junio     |  |
|  |                                                 |                                                 |                                                 |                                                 |                                                 |   |        |                         |                         |                         |  |      |                       |                |                |  |
|  |                                                 |                                                 |                                                 |                                                 |                                                 |   |        |                         |                         |                         |  |      |                       |                |                |  |
|  | 1°N(E)                                          | Academia Costa del Este                         | 2                                               | 5                                               | 7                                               |   |        |                         |                         |                         |  |      |                       |                |                |  |
|  | 1°N(E)                                          | Academia Costa del Este                         | 2                                               | 5                                               | 7                                               |   |        |                         |                         |                         |  |      |                       |                |                |  |
|  | 2°S(E)                                          | Tauro F. C. II                                  | 0                                               | 0                                               | 0                                               |   |        |                         |                         |                         |  |      |                       |                |                |  |
|  | 2°S(E)                                          | Tauro F. C. II                                  | 0                                               | 0                                               | 0                                               |   | 1°N(E) | Academia Costa del Este | 0                       |                         |  |      |                       |                |                |  |
|  |                                                 |                                                 |                                                 |                                                 |                                                 |   | 1°N(E) | Academia Costa del Este | 0                       |                         |  |      |                       |                |                |  |
|  |                                                 |                                                 | 1°S(E)                                          | C. D. Plaza Amador II                           | 3                                               |   |        |                         |                         |                         |  |      |                       |                |                |  |
|  | 1°S(E)                                          | C. D. Plaza Amador II                           | 1°S(E)                                          | C. D. Plaza Amador II                           | 3                                               | 1 | 1      | 2                       |                         |                         |  |      |                       |                |                |  |
|  | 1°S(E)                                          | C. D. Plaza Amador II                           |                                                 |                                                 |                                                 |   |        | 2                       |                         |                         |  |      |                       |                |                |  |
|  | 2°N(E)                                          | Sporting SM II                                  | 1                                               | 0                                               | 1                                               |   |        |                         |                         |                         |  |      |                       |                |                |  |
|  | 2°N(E)                                          | Sporting SM II                                  | 1                                               | 0                                               | 1                                               |   |        |                         |                         |                         |  | C(E) | C. D. Plaza Amador II | 0              |                |  |
|  |                                                 |                                                 |                                                 |                                                 |                                                 |   |        |                         |                         |                         |  | C(E) | C. D. Plaza Amador II | 0              |                |  |
|  |                                                 |                                                 | C(O)                                            | S. D. Atlético Nacional                         | 1                                               |   |        |                         |                         |                         |  |      |                       |                |                |  |
|  | 1°S(O)                                          | C. A. Independiente II                          | C(O)                                            | S. D. Atlético Nacional                         | 1                                               | 4 | 2      | 6                       |                         |                         |  |      |                       |                |                |  |
|  | 1°S(O)                                          | C. A. Independiente II                          |                                                 |                                                 |                                                 |   |        | 6                       |                         |                         |  |      |                       |                |                |  |
|  | 2°N(O)                                          | Universidad Latina                              | 2                                               | 1                                               | 3                                               |   |        |                         |                         |                         |  |      |                       |                |                |  |
|  | 2°N(O)                                          | Universidad Latina                              | 2                                               | 1                                               | 3                                               |   | 1°S(O) | C. A. Independiente II  | 0                       |                         |  |      |                       |                |                |  |
|  |                                                 |                                                 |                                                 |                                                 |                                                 |   | 1°S(O) | C. A. Independiente II  | 0                       |                         |  |      |                       |                |                |  |
|  |                                                 |                                                 | 2°S(O)                                          | S. D. Atlético Nacional                         | 3                                               |   |        |                         |                         |                         |  |      |                       |                |                |  |
|  | 1°N(O)                                          | C. D. Bocas F. C.                               | 2°S(O)                                          | S. D. Atlético Nacional                         | 3                                               | 1 | 1      | 2                       |                         |                         |  |      |                       |                |                |  |
|  | 1°N(O)                                          | C. D. Bocas F. C.                               |                                                 |                                                 |                                                 |   |        | 2                       |                         |                         |  |      |                       |                |                |  |
|  | 2°S(O)                                          | S. D. Atlético Nacional                         | 1                                               | 2                                               | 3                                               |   |        |                         |                         |                         |  |      |                       |                |                |  |
|  | 2°S(O)                                          | S. D. Atlético Nacional                         | 1                                               | 2                                               | 3                                               |   |        |                         |                         |                         |  |      |                       |                |                |  |
|  |                                                 |                                                 |                                                 |                                                 |                                                 |   |        |                         |                         |                         |  |      |                       |                |                |  |